# Terra Nova do Norte
Terra Nova do Norte is een gemeente in de Braziliaanse deelstaat Mato Grosso. De gemeente telt 15.190 inwoners (schatting 2009).